# Saló Internacional del Còmic de Barcelona de 1983
El Saló Internacional del Còmic de Barcelona de 1983 o 3r Saló del Còmic i la Il·lustració es va celebrar entre el dijous 12 i el diumenge 15 de maig al recinte del Palau Victòria Eugènia de la Fira de Barcelona.
L'acte d'inauguració va estar presidit per Max Cahner, conseller de cultura de la Generalitat de Catalunya, Francisco Granell, director general de promoció del comerç, i Jesús Blasco, director del Saló.
Un total d'onze països van estar representats al tercer certamen barceloní de la vinyeta, que es van repartir una superfície de 5.100 m². Entre els països convidats, destacaven els EUA, la Unió Soviètica, el Japó i l'Iraq
Les exposicions monogràfiques que van acompanyar el Saló van ser un total de nou, les quals van tenir respectivament per motiu Autors espanyols, Dibuixants estrangers, Sadomasoquisme i erotisme, Cavall Fort, Tintín, Caricatures i il·lustracions de Xavier Cugat, Humor, Tebeos antics espanyols d'aventures i rareses i Llibres il·lustrats anglesos dels segles XVI al XIX. A més, el Saló va comptar amb una sala de projeccions, en la qual es van passar vídeos de Vicente Segrelles, Makoki, Ikusager, Coroloa i Ceesepe.

## Cartell
El cartell és fruit de la col·laboració dels dibuixants Bosch Penalva i Amador García i mostra a un personatge de còmic el cos del qual està dividit verticalment per la meitat. La meitat esquerra del personatge és un guerrer proveït de capa i espasa, mentre que la meitat dreta és un astronauta amb un vestit futurista que porta un casc sota el braç. Les dues parts del personatge estan dibuixades amb un estil molt diferent i el contrast s'accentua no només per la diferent indumentària sinó també pel fet que el guerrer està dibuixat en color mentre que l'astronauta és en blanc i negre.

## Premis
La tercera edició del Saló del Còmic no comptava encara amb premis, els quals no es van institucionalitzar fins en edicions posteriors. No obstant, l'editorial Bruguera va aprofitar la clausura del Saló per atorgar els premis Mortadelo de Oro, creats amb motiu del 25è aniversari del naixement dels populars personatges d'Ibáñez. Els guardons, entregats en una discoteca de Barcelona i dotats amb 250.000 pessetes, respectivament, van ser entregats a José Orcajo de Francisco (millor dibuixant) i a Eloy Luna (millor guionista). També un premi Mortadelo de Plata va ser entregar a Antonio Yagüe al millor dibuixant.